# 砷甜菜碱
砷甜菜鹼（英語：Arsenobetaine）是一種有機砷化合物，它是魚類中砷的主要來源。砷甜菜鹼是俗稱甜菜鹼的甘胺酸甜菜鹼的砷類似物。砷甜菜鹼的生物化學性質以及生物合成過程均與膽鹼和甜菜鹼相似。
砷甜菜鹼是海洋生物系統中的一種常見物質。與許多有機砷化合物（如三甲基胂）不同，砷甜菜鹼的毒性相對較低。
自1920年，人們就已經發現海魚含有有機砷化合物。但直到1977年才確定了最主要存在形式砷甜菜鹼的化學結構。

## 安全性
亞砷酸（As(OH)3）的LD50為34.5mg/kg（小鼠），而砷甜菜鹼的LD50超過10g/kg。

## 延伸閱讀
- Craig, P. J.  2nd. Chichester: John Wiley and Sons. 2003: 415. ISBN 978-0-471-89993-8.